# Gloeocystidiellum
Gloeocystidiellum là một chi nấm thuộc họ Gloeocystidiellaceae.